# 조직 의사소통
조직 의사소통 또는 조직 커뮤니케이션(organizational communication)은 커뮤니케이션 연구 영역 내에서 조직의 기능에 기여하는 커뮤니케이션 및 정보 흐름의 모든 영역을 둘러싼 연구 분야이다. 조직 커뮤니케이션은 지속적으로 발전하고 있으며 결과적으로 이 연구 분야에 포함되는 조직의 범위도 시간이 지남에 따라 변화했다. 이제 전통적으로 수익성이 높은 기업과 NGO 및 비영리 조직 모두 조직 커뮤니케이션 분야에 초점을 맞춘 학자들의 관심 대상이 되었다. 조직은 조직 구성원과 조직에 대한 공통 목표를 가진 내부 및 외부 하위 그룹 간의 지속적인 의사 소통을 통해 형성되고 유지된다. 의사소통의 흐름은 내부 및 외부 이해관계자를 포함하며 공식적이거나 비공식적일 수 있다.

## 같이 보기
- 의제설정 이론
- 사회인격학
- 국제커뮤니케이션협회